# Katie K
Katie K (Blackpool, Inglaterra; 5 de mayo de 1988) es una actriz pornográfica y modelo erótica británica.

## Biografía
Nació en mayo de 1985 en la ciudad portuaria de Blackpool, al noroeste de Inglaterra, en el condado de Lancashire. No se tiene mucha información sobre su vida anterior a 2008, cuando debutó como actriz pornográfica a los 20 años de edad con una pequeña película con la productora británica Television X, Anal Boutique. Posteriormente comenzó a trabajar como modelo erótica para diversas revistas.
Como actriz ha trabajado para productoras como Bluebird Films, Adult Channel, Filly Films, Film Erotica, Fantasy One, Relish, Harmony Films, 3rd Degree, Girlfriends Films, Pervlens o Pulse Distribution, entre otras.
Ha trabajado especialmente en películas de sexo lésbico, de las que destacó uno de sus primeros trabajos, Nikki Jayne: Making of a Porn Star, con Nikki Jayne.
En 2010 recibió su primera nominación en los Premios AVN en la categoría de Mejor escena de trío lésbico por la película Foxy Tarts, junto a Lolly Badcock y Strap On Jane. Posteriormente, en 2012 y 2013 fue nominada en los Premios XBIZ en la categoría de Artista femenina extranjera del año.
Se retiró en 2015, habiendo aparecido en un total de 54 películas.
Algunos de sus trabajos son All Girls Do It Brit School Brats, Girlfriends 4, Lesbian Car Wash, Lesbian Sex 7, Pussy Galore o Relaxxx.

## Premios y nominaciones
| Año  | Ceremonia    | Resultado | Premio                              | Trabajo    |
| ---- | ------------ | --------- | ----------------------------------- | ---------- |
| 2010 | Premios AVN  | Nominada  | Mejor escena de trío lésbico        | Foxy Tarts |
| 2012 | Premios XBIZ | Nominada  | Artista femenina extranjera del año | —          |
| 2013 | Premios XBIZ | Nominada  | Artista femenina extranjera del año | —          |